# Spectrunculus crassus
Spectrunculus crassus är en fiskart som först beskrevs av Vaillant, 1888.  Spectrunculus crassus ingår i släktet Spectrunculus och familjen Ophidiidae. Inga underarter finns listade i Catalogue of Life.